# Фуад Бутрос
Фуад Бутрос (араб. فؤاد بطرس; 5 листопада 1917, Бейрут, Османська імперія — 3 січня 2016, Бейрут, Ліван) — ліванський юрист і державний діяч, заступник прем'єр-міністра Лівану (1966—1968, 1976—1982).

## Біографія
Народився у бейрутському районі Ашрафія у родині банкіра Джорджа Бутроса. Після розорення батька 1929 року на тлі загальної економічної кризи був змушений підробляти, щоб заробити на життя.
Здобув вищу юридичну освіту в бейрутському Університеті св. Йосипа, закінчивши його 1938 року, після чого працював у суді асистентом (з 1939), а потім і суддею (з 1942). У середині 1940-х років служив чиновником військового відомства, познайомившись у цей період з командувачем Фуадом Шегабом. З 1947 року повернувся до юридичної практики.
1958 року Фуад Шгхаб став президентом Лівану, 1959 року Бутрос призначений міністром планування і міністром освіти. Здобувши певну популярність і політичний базис, 1960 році висунув свою кандидатуру до Національної асамблеї Лівану від Бейрута, вигравши вибори й обійнявши посаду віцеспікера. Його законодавча діяльність продовжилася й у наступному скликанні парламенту. 1961 року до його обов'язків додався портфель міністра юстиції (до 1964 року).
1964 року Фуада Шегаба на посаді президента країни змінив політик того ж поміркованого напряму Шарль Елу, який призначив його на посади: міністра освіти (1966), міністра оборони (1966), заступника прем'єр-міністра Лівану (1966—1968), міністра закордонних справ туризму (1968).
За наступного президента Сулеймана Франжьє не брав участі в роботі кабінету міністрів, проте знову повернувся до його складу після вступу наприкінці 1976 року на посаду глави держави Ільяса Саркіса, обіймаючи в його уряді посади міністра оборони, міністра закордонних справ і заступника прем'єр-міністра.
Закінчивши свою формальну участь в уряді 1982 року, залишився однією з головних постатей ліванської дипломатії, найчастіше посередника між різними сторонами. Зокрема, коли 2001 року маронітські єпископи і патріарх Насралла Бутрос Сфейр закликали сирійську владу вивести війська з Лівану, його покликали відігравати роль посередника між маронітською патріархією та президентом Сирії Башаром аль-Асадом. Посередництво тривало кілька тижнів, але закінчилося відмовою Асада, який не бажав йти на жодні поступки. 2005 року уряд Фуада Синьйора поставило його на чолі національного комітету з реформи закону про вибори, що складався з впливових фігур юридичної й академічної сфер. У червні 2006 року Комітет представив свій проєкт, що передбачав проміжну між мажоритарною та пропорційною виборчими системами, що діяла в Лівані, з прозорим механізмом моніторингу, а також вводив 30-відсоткову квоту для кандидатів-жінок. Реформовану виборчу систему пропонувалося частково запустити, починаючи з виборів 2013 року. Проєкт мав обговорюватися урядом у липні 2006 року, але його заморозили на тлі нового розгоряння близькосхідних конфліктів.

### Смерть
Помер близько опівдні 3 січня 2016 року в Бейруті, відспіваний та похований 5 січня при грецько-православній церкві св. Миколи в Ашрафії.

## Нагороди
- Премія ім. Ільяса Граві (2011)
- Національний орден Кедра ступеня «великий офіцер» (2011)[1]